# Ekoi

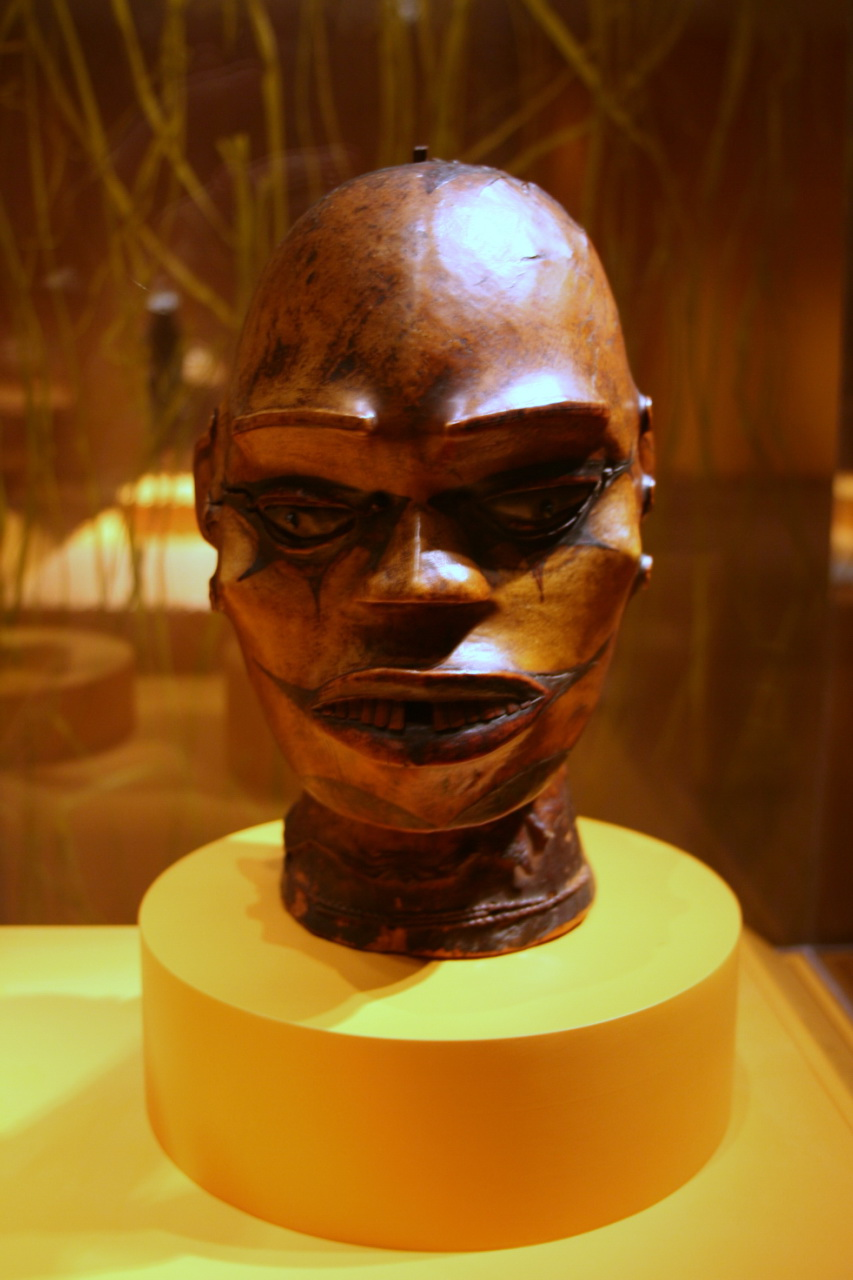
Ekoi-Maske

Die Ekoi sind ein westafrikanisches Volk, welches in Nigeria und Kamerun beheimatet ist. Sie werden auch Ejagham genannt.
Insgesamt leben in Kamerun und Nigeria zusammen 150.000 Ekoi.
Sie sprechen die Sprache Ejagham, eine ekoide Sprache innerhalb der bantoiden Sprachen.